# 米切爾特里鎮區 (印地安納州馬丁縣)
米切爾特里鎮區（英語：Mitcheltree Township）是位於美國印地安納州馬丁縣的一個行政鎮區。

## 地方資料
根據2010年美國人口普查的數據，米切爾特里鎮區的面積為184.90平方千米，當中陸地面積為183.30平方千米，而水域面積為1.60平方千米。當地共有人口624人，而人口密度為每平方千米3.37人。